# Cyperus leucocephalus
Cyperus leucocephalus là loài thực vật có hoa trong họ Cói. Loài này được Retz. mô tả khoa học đầu tiên năm 1788.